# テックスープ
テックスープ（英語: TechSoup）は1987年にアメリカ合衆国サンフランシスコで設立された、非営利組織をICTで支援する組織である。

## 概要
情報技術を用いて非営利団体を支援するために誕生した組織であり、設立当初からボランティアとしての支援やソフトウェアの配布等の活動を行っている。
2002年1月にはTechSoup.orgを開設し、マイクロソフトなどのテクノロジー企業と提携して、寄付された製品を世界的に配布している。また同サイトでは寄付を求めている非営利団体の情報を確認可能であり、必要とされている製品とのマッチングを行うことが可能である。

## 歴史
1987年にDaniel Ben-Horinは、インターネットコミュニティの1つであるWELLにおいて非営利団体におけるテクノロジーの必要性について議論し、CompuMentorという名前の組織を設立した。CompuMentorは技術力のある人（メンター）がボランティアとして他の非営利団体を情報技術で支援することを目的としていた。これと並行して主に不要なソフトウェアを所有している技術系雑誌や自社製品の活用を求める企業からテクノロジー製品を集める事業を始め、それらを当初は5ドルという手数料のみを取ったうえで非営利団体に提供した。
1997年には35万ドルの寄付を受け取り、アメリカ合衆国の中で最も大きい技術を用いた非営利団体を支援する団体となった。
2008年にTechSoup Globalと名称を変更した。
2016年には3080万ドルの収入があったと報告されており、マイクロソフト、アドビシステムズ、シスコシステムズやシマンテックとの提携があり、アメリカ周辺のみならず、非営利団体のほか図書館や財団に向けたサービスを世界的に提供している。

## 日本における活動
日本においてはTechSoupとパートナーシップを結んだ日本NPOセンターによって「テックスープ・ジャパン」が運営されている。